# Antonio López y López
Antonio López y López   (Comillas, 12 d'abril de 1817 - Barcelona, 16 de gener de 1883) va ser un destacat navilier i comerciant espanyol durant el segle xix. Empresari a les colònies espanyoles d'Amèrica, va tornar com un indià a Barcelona, on va fundar diverses entitats i empreses.

## Biografia

### Joventut
Antonio López va néixer el 12 d'abril de 1817 a la localitat de Comillas a la regió de Cantàbria en el si d'una família humil. Va rebre el sagrament del baptisme l'endemà sense els olis habituals, perquè no n'hi havia, a la parròquia de San Cristóbal. Quan només tenia sis anys, el seu pare, Santiago López, va morir i la mare, María López, va quedar al càrrec de tres fills (Genara, Antonio i Claudio) sense gairebé mitjans per subsistir, més enllà que uns petits terrenys que tenia la família dedicats a l'horta i un prat vora el mar. Els primers anys d'Antoni es presenten rodejats d'una extrema pobresa, com que la seva mare, sense formació o recursos, es veia obligada a desplaçar-se a Santander per fer portatges d'aliments duent un cistell sobre el cap, però la seva precària situació econòmica feia que hagués de demanar menjar i roba usada a les famílies riques de la localitat, com els Trassierra i els Fernández de Castro, pel que va ser coneguda entre els seus veïns com la Condesuca, és a dir, una dona pobre, laboriosa i illetrada.
Com molts altres vilatans de Comillas, que a la primeria del segle xix era una vila dedicada al comerç de la pesca i de productes agrícoles que no oferia expectatives de prosperar, Antoni va decidir emigrar per millorar la seva situació econòmica. El seu primer destí va ser Andalusia occidental, zona on emigraven molts altres veïns seus. López va aterrar concretament a Lebrija a la província de Sevilla, on tenia família. Hi va ser dependent de casa de menjars i hostatgeria modesta d'una cosina durant dos anys. Es desconeixen els motius exactes, alguns diuen que es va cansar d'aquella vida rentant plats o bé que es va barallar amb el seu patró, en qualsevol cas va decidir tornar a Comillas i allà va decidir emigrar precipitadament al continent americà. Es desconeix amb exactitud la data, però entre 1831 i 1839 se'n va anar cap a Cuba, aleshores una colònia espanyola.

### Empresari
Va ser el fundador de diverses empreses, grans en la seva majoria i lligades al mercat colonial. La primera va crear el 1852 a la Cuba colonial amb Patricio Satrústegui, coneguda com a A. López y Cía, que el 1881 es va convertir en la societat anònima Compañía Transatlántica Española, amb seu a Barcelona. Des dels inicis, l'empresa va rebre les adjudicacions dels serveis de Correus entre l'Havana i la resta de les Antilles, i continuaria tenint aquesta concessió fins i tot després de la mort de López, especialment en el període de 1895 i 1898. La base del seu negoci va ser el monopoli del transport de tropes. Entre 1868 i 1878, va transportar 35.117 soldats fins a Cuba. En total l'empresa va efectuar 1.028 viatges i va transportar uns 400.000 homes.
Va ser cofundador i primer president del Banc Hispano Colonial, entitat financera nascuda a Barcelona l'any 1876 amb l'objectiu de finançar la defensa de les possessions colonials espanyoles. López aportà 10.250.000 pessetes, un 13,7% del capital inicial del banc.
Una part de la seva fortuna va procedir del comerç d'esclaus sota el vist-i-plau de la corona borbònica que, tot i haver estat prohibit internacionalment, el permetia dins les colònies i en treia benefici. Aquesta bona relació i intercanvi de favors, feren que Antoni López fos nomenat marquès de Comillas el 1878 i posteriorment Gran d'Espanya. Va residir a Barcelona, després del seu matrimoni amb Lluïsa Bru i Lassús i va traslladar a aquesta ciutat la seu de la companyia.

### Mort
López va morir el 16 de gener de 1883. La seva mort va generar un enorme desplegament periodístic i commemoratiu reservat a les figures notables de la ciutat, a més de comportar una forta caiguda de la Borsa de Barcelona. El funeral es va celebrar solemnement a la Catedral de Barcelona i es van publicar diversos «homenatges nacionals» en la seva memòria, així com nombroses noticies necrològiques a les capçaleres espanyoles i americanes.
El va succeir el seu fill Claudi López i Bru, que es va fer càrrec de les empreses de la família, entre les quals hi havia la Compañía General de Tabacos de Filipinas, els Ferrocarrils del Nord i la Hullera Española.

## Honors

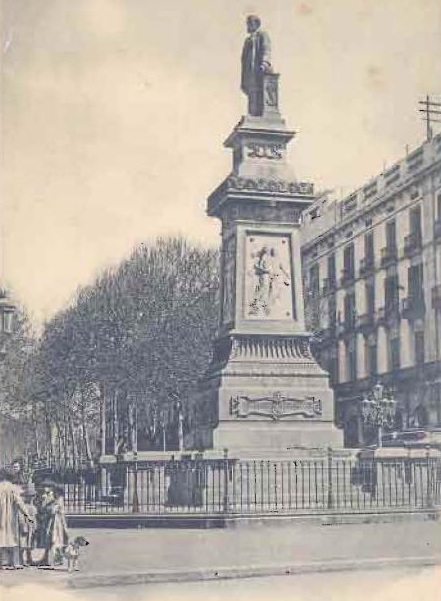
El monument a Antonio López a la dècada de 1890

Pocs mesos després de la seva mort, l'Ajuntament de Barcelona va decidir dedicar-li un monument, iniciativa impulsada pel seu fill Claudi López, Manuel Girona, entre d'altres. La primera pedra es va posar el 25 de setembre de 1883 i va ser inaugurat el 13 de setembre de 1884. Destruïda amb l'esclat de la Guerra Civil espanyola, l'estàtua va ser reposada durant el franquisme amb factura de Frederic Marès. Al peu té una placa amb uns versos dedicats per Jacint Verdaguer, que havia estat capellà de la Companyia Transatlàntica i després de la seva família i que li va dedicar el poema L'Atlàntida.
El monument mai no va tenir gaire bona acollida; de fet era coneguda popularment entre els barcelonins com El negro Domingo, per la seva suposada participació en negocis esclavistes. A causa del seu passat dubtós, el 2010 l'entitat SOS Racisme i els sindicats CCOO i UGT en demanaren a l'Ajuntament de Barcelona la retirada. El 2016, el grup polític CUP Capgirem Barcelona també en proposà la retirada pel mateix motiu i que fos substituïda per un monument a les víctimes de l'esclavitud. L'estàtua va ser finalment retirada pel consistori d'Ada Colau el 4 de març del 2018.
L'acció no ha estat ben vista, en canvi, per les autoritats de la vila natal del marquès, on el 1890 se li va erigir una estàtua, obra de Lluís Domenèch i Montaner. La seva alcaldessa, Teresa Noceda, va adduir que el seu passat esclavista era una invenció per enveges del seu cunyat, Francesc Bru.
Entre altres honors, Antonio López també té una sala dedicada amb el nom de «Sala Marquès de Comillas» al Museu Marítim de Barcelona.